# Barrio Fino en Directo
Barrio Fino en Directo é o segundo álbum ao vivo do artista musical porto-riquenho Daddy Yankee. Lançado em 13 de dezembro de 2005 através da VI Music, seu conteúdo é composto por canções de seu terceiro álbum de estúdio, Barrio fino (2004). Comercialmente, foi bem recebido no mercado latino norte-americano, liderando a Billboard Latin Albums por onze semanas consecutivas. Com 809 mil exemplares distribuídos, foi certificado como disco de ouro através da Recording Industry Association of America (RIAA), convertendo-se como um dos álbuns de música latina mais vendidos no país.

## Alinhamento de faixas
Créditos retirados do encarte do disco:
| N.º            | Título                             | Compositor(es)           | Produtor(es)                | Duração |  |
| 1.             | "En directo"                       | Ayala                    | Echo                        | 1:36    |  |
| 2.             | "King Daddy"                       | Ayala                    | Luny Tunes                  | 2:35    |  |
| 3.             | "Dale caliente"                    | Ayala                    | Monserrate & DJ Urba Fido   | 3:17    |  |
| 4.             | "El empuje"                        | Ayala                    | Monserrate & DJ Urba        | 3:28    |  |
| 5.             | "Tu príncipe" (com Zion & Lennox)  | Ayala Zion & Lennox      | Luny Tunes                  | 3:35    |  |
| 6.             | "Santifica tus escapularios"       | Ayala                    | Luny Tunes                  | 3:25    |  |
| 7.             | "Corazones"                        | Ayala                    | Echo Diesel                 | 1:37    |  |
| 8.             | "No me dejes solo"                 | Ayala Juan Morera Yandel | Monserrate & DJ Urba Fido   | 1:37    |  |
| 9.             | "Lo que pasó, pasó"                | Ayala Joan Ortiz         | Luny Tunes Eliel            | 3:37    |  |
| 10.            | "Gasolina"                         | Ayala Eddie Ávila        | Luny Tunes                  | 5:06    |  |
| 11.            | "Rompe"                            | Ayala                    | Fisher Monserrate & DJ Urba | 3:08    |  |
| 12.            | "Machucando"                       | Ayala                    | Luny Tunes                  | 2:58    |  |
| 13.            | "Gangsta Zone" (com Snoop Dogg)    | Ayala Calvin Broadus     | Nely Naldo                  | 3:33    |  |
| 14.            | "Machete Reloaded" (com Paul Wall) | Ayala                    | Luny Tunes                  | 3:27    |  |
| 15.            | "Como dice que dijo (Skit)"        | Ayala                    | Fisher                      | 0:41    |  |
| 16.            | "El truco"                         | Ayala                    | DJ Urba Fisher              | 3:39    |  |
| Duração total: | Duração total:                     | Duração total:           | Duração total:              | 53:12   |  |

## Desempenho comercial
| Tabela musical (2005)          | Melhor posição |
| ------------------------------ | -------------- |
| Estados Unidos (Billboard 200) | 24             |
| Estados Unidos (Latin Albums)  | 1              |
| Estados Unidos (Rap Albums)    | 6              |

| País           | Provedor | Certificação |
| -------------- | -------- | ------------ |
| Estados Unidos | RIAA     | Ouro         |
| México         | AMPROFON | Platina      |